# Ochodaeus cornifrons
Ochodaeus cornifrons är en skalbaggsart som beskrevs av Semyon Martynovich Solsky 1876. Ochodaeus cornifrons ingår i släktet Ochodaeus och familjen Ochodaeidae. Inga underarter finns listade i Catalogue of Life.